# Euparkeria
Euparkeria là một loài ăn côn trùng tí hon với hàm răng sắc bén. Tuy nhỏ nhưng nó có thể chạy rất nhanh để rượt đuổi con mồi. Vũ khí bí mật của nó là một vùng hông có cấu tạo rất đặc biệt giúp nó đứng thăng bằng trên hai chân để đôi tay của nó được tự do cầm nắm. Điều này giúp cho con cháu của chúng - những con khủng long - có thể thống trị Trái Đất sau này.